# Chute intelligente
La chute intelligente (en anglais Intelligent Falling - IF) est une parodie du dessein intelligent (en anglais Intelligent Design). C'est une explication surnaturelle pseudoscientifique des effets de la gravité. La parodie trouve son origine sur Usenet, et est apparue dans plusieurs parodies en ligne. Un article sur la chute intelligente dans The Onion décrit la chute libre comme étant causée par « la main de Dieu ».

## Sommaire
La Chute Intelligente, ou Intelligent Falling, propose que l'explication scientifique de la force de gravitation ne puisse pas expliquer tous les aspects du phénomène ; il convient donc de donner crédit à l'idée que les choses tombent parce qu'une intelligence supérieure les fait bouger. En outre, la Chute Intelligente affirme que les théories expliquant la gravité ne sont ni cohérentes ni mathématiquement conciliables avec la mécanique quantique, faisant de la gravité une « théorie en crise ». La Chute Intelligente affirme également que la gravité n'est « qu'une théorie », parodiant les affirmations des créationnistes concernant le statut théorique de l'évolution. Les apologistes du mouvement prétendent en plaisantant que la théorie devrait être enseignée à l'école avec la théorie de la gravité, afin que les élèves puissent prendre « une décision éclairée » sur le sujet dans une parodie des exigences d'enseigner la controverse.

## Histoire
En juin 2002, un utilisateur du nom de Jeff Stubbs a posté un brouillon de lettre au rédacteur en chef qui mentionnait le « système intelligent de lutte » avec les groupes alt.atheism et talk.origins usenet. Il a commenté : « Je n’aime pas la théorie de la gravité, je me sens personnellement insulté que les ingénieurs ne conçoivent des structures qu’en considérant la masse physique. Qu'en est-il de nos âmes ? Je propose que les cours de sciences enseignent également la théorie du grappin intelligent. Il est impossible qu'une force faible telle que la gravité puisse tout contenir sur la planète. Ce doit être Dieu, utilisant nos âmes, pour tout réunir ». Ensuite, Elf Sternberg a publié une « FAQ sur le grappin intelligent » sur le groupe sci.skeptic usenet. Dana Simpson a publié, en mai 2005, une publication intitulée I Drew This intitulée « Teaching Gravity ». La chute intelligente a fait l'objet d'un article dans The Onion en août 2005.